# Artemisia herba-alba
Artemisia herba-alba Asso – gatunek roślin z rodziny astrowatych (Asteraceae). Rośnie dziko w basenie Morza Śródziemnego: w Maroku w Afryce Północnej, na Bliskim Wschodzie (Arabia Saudyjska, Izrael, Liban, Syria) i w Europie Południowej (Francja, Hiszpania).

## Morfologia
Osiąga wysokość 20–40 cm. Liście odziomkowe mają kształt od jajowatego do eliptycznego, liście łodygowe są o wiele mniejsze. Wszystkie są silnie aromatyczne i pokryte drobnymi włoskami gruczołowymi, które odbijają światło słoneczne, co nadaje roślinie szarą barwę. Kwiaty zebrane w siedzące koszyczki o nagim dnie kwiatowym. W każdym koszyczku jest 2-5 żółtawych kwiatów obupłciowych. 

## Biologia i ekologia
Chamefit. Roślina wiatropylna. Na obszarze swojego naturalnego zasięgu kwitnie od września do grudnia. Jest przystosowana do życia na półpustyniach. Podczas upalnej pogody zrzuca dolne liście, górne pokryte kutnerem odbijają światło słoneczne chroniąc roślinę przed nadmierną transpiracją.

## Zastosowanie
- Cała roślina ma gorzki smak, który spowodowany jest przez laktony sekwiterpenowe. Jej korzenny aromat wykorzystuje się do aromatyzowania niektórych rodzajów alkoholi i win typu wermut[7].
- Jest rośliną leczniczą, w odpowiedniej dawce pobudza i poprawia nastrój, używana jest także jako lek na robaki i dolegliwości żołądkowe. W zbyt dużej dawce jest trująca[7].

## Obecność w kulturze
Według badaczy roślin biblijnych dwa gatunki bylicy: Artemisia herba-alba oraz Artemisia judaica są rodzime  dla Ziemi Świętej i są wielokrotnie wymieniane w Biblii (Lm 3,15-19; Jr 9,14; 23,15; Ap 8,11). Ich gorzki smak symbolizuje przykrości, niedolę, odrzucenie przez Boga, cierpienia i sąd. Np. w Lamentacjach (Lm 3,19) jest zdanie: "Wspomnienie udręki i nędzy – to piołun i trucizna". W Biblii cytowane są także jako wyraz zgorzknienia z powodu niesprawiedliwości (Am 5,7; 6,12; Prz 5,4).